# Копа Америка 1987.
Копа Америка 1987.  је било тридесет треће издање овог такмичења, КОНМЕБОЛ такмичење Јужноамеричких репрезентација. Био је то први Копа Америка у новом ротационом систему домаћинстава. Аргентина, као прва држава по абецеди, била је домаћин турнира од 27. јуна до 12. јула. Уругвај је успешно одбранио своју титулу, освојивши рекордни 13. Копа Америка.

## Учесници
На првенству Јужне Америке учествовало десет репрезентација: Боливија, Перу, Бразил, Колумбија, Еквадор, Парагвај, Аргентина, Уругвај, Чиле и Венецуела. Уругвај је био актуелни шампион. 
1.  Аргентина

2.  Бразил

3.  Боливија

4.  Венецуела

5.  Еквадор

6.  Колумбија

7.  Парагвај

8.  Перу

9.  Уругвај

10.  Чиле

## Градови домаћини и стадиони
| Буенос АјресКордобаРосарио | Буенос Ајрес       | Кордоба              | Росарио           |
| Буенос АјресКордобаРосарио | Стадион Монументал | Стадион Марио Кемпес | Стадион Хиганте   |
| Буенос АјресКордобаРосарио | Капацитет: 67.664  | Капацитет: 46.083    | Капацитет: 41.654 |
| Буенос АјресКордобаРосарио |                    |                      |                   |

## Први круг
Тимови су били подељени у три групе од по три тима. Сваки тим је играо два пута (код куће и у гостима) против других тимова у својој групи, са два бода за победу, један бод за нерешено и без бодова за пораз. Победници сваке групе пласирали су се у полуфинале где их је чекао Уругвај као владајући шампион и као четврта репрезентација полуфинала.

### Група А
| Репрезентација | И | Д | Н | И | ДГ | ПГ | ГР | Бод. |
| -------------- | - | - | - | - | -- | -- | -- | ---- |
| Аргентина      | 2 | 1 | 1 | 0 | 4  | 1  | +3 | 3    |
| Перу           | 2 | 0 | 2 | 0 | 2  | 2  | 0  | 2    |
| Еквадор        | 2 | 0 | 1 | 1 | 1  | 4  | −3 | 1    |

### Утакмице
| Аргентина    | 1–1 | Перу      |
| ------------ | --- | --------- |
| Марадона 47’ |     | Рејна 59’ |

| Аргентина                             | 3–0 | Еквадор |
| ------------------------------------- | --- | ------- |
| Каниђа 50’ · Марадона 67’ (пен.), 85’ |     |         |

| Перу        | 1–1 | Еквадор  |
| ----------- | --- | -------- |
| Ла Роса 87’ |     | Куви 72’ |

### Група Б
| Репрезентација | И | Д | Н | И | ДГ | ПГ | ГР | Бод. |
| -------------- | - | - | - | - | -- | -- | -- | ---- |
| Чиле           | 2 | 2 | 0 | 0 | 7  | 1  | +6 | 4    |
| Бразил         | 2 | 1 | 0 | 1 | 5  | 4  | +1 | 2    |
| Венецуела      | 2 | 0 | 0 | 2 | 1  | 8  | −7 | 0    |

### Утакмице
| Бразил                                                                     | 5–0      | Венецуела |
| -------------------------------------------------------------------------- | -------- | --------- |
| Марангон 33’ · Моровић 39’ (а.г.) · Карека 66’ · Нелсињо 72’ · Ромарио 89’ | Извештај |           |

| Чиле                                       | 3–1 | Венецуела         |
| ------------------------------------------ | --- | ----------------- |
| Летелиер 17’ · Контрерас 70’ · Салгадо 83’ |     | Акоста 24’ (пен.) |

| Чиле                               | 4–0      | Бразил |
| ---------------------------------- | -------- | ------ |
| Басај 41’, 68’ · Летелиер 48’, 75’ | Извештај |        |

### Група Ц
| Репрезентација | И | Д | Н | И | ДГ | ПГ | ГР | Бод. |
| -------------- | - | - | - | - | -- | -- | -- | ---- |
| Колумбија      | 2 | 2 | 0 | 0 | 5  | 0  | +5 | 4    |
| Боливија       | 2 | 0 | 1 | 1 | 0  | 2  | −2 | 1    |
| Парагвај       | 2 | 0 | 1 | 1 | 0  | 3  | −3 | 1    |

### Утакмице
| Парагвај | 0–0 | Боливија |
| -------- | --- | -------- |
|          |     |          |

| Колумбија                   | 2–0 | Боливија |
| --------------------------- | --- | -------- |
| Валдерама 34’ · Игваран 89’ |     |          |

| Колумбија             | 3–0 | Парагвај |
| --------------------- | --- | -------- |
| Игуваран 8’, 34’, 50’ |     |          |

## Финална фаза
|  | Полуфинале             | Полуфинале |                        |   | Финале | Финале |
|  |                        |            |                        |   |        |        |
|  | 8. јул - Кордоба       |            |                        |   |        |        |
|  |                        |            |                        |   |        |        |
|  | Чиле                   | 2          |                        |   |        |        |
|  | Чиле                   | 2          | 12. јул - Буенос Ајрес |   |        |        |
|  | Колумбија              | 1          |                        |   |        |        |
|  | Колумбија              | 1          | Уругвај                | 1 |        |        |
|  | 9. јул - Буенос Ајрес  |            | Уругвај                | 1 |        |        |
|  |                        | Чиле       | 0                      |   |        |        |
|  | Уругвај                | Чиле       | 0                      | 1 |        |        |
|  | Уругвај                |            |                        | 1 |        |        |
|  | Аргентина              | 0          |                        |   |        |        |
|  | Аргентина              | 0          | Треће место            |   |        |        |
|  |                        |            |                        |   |        |        |
|  | 11. јул - Буенос Ајрес |            |                        |   |        |        |
|  |                        |            |                        |   |        |        |
|  | Колумбија              | 2          |                        |   |        |        |
|  | Колумбија              | 2          |                        |   |        |        |
|  | Аргентина              | 1          |                        |   |        |        |

### Полуфинале
| Чиле                     | 2–1 (п.с.н.) | Колумбија         |
| ------------------------ | ------------ | ----------------- |
| Астенхо 106’ · Вера 108’ |              | Редин 103’ (пен.) |

| Уругвај       | 1–0 | Аргентина |
| ------------- | --- | --------- |
| Алзаменди 43’ |     |           |

### Треће место
| Колумбија                 | 2–1 | Аргентина  |
| ------------------------- | --- | ---------- |
| Харамиљо 8’ · Галеано 27’ |     | Каниђа 86’ |

### Финале
| Уругвај       | 1–0 | Чиле |
| ------------- | --- | ---- |
| Бенгоечеа 56’ |     |      |

## Листа стрелаца
На овом првенству укупно 24 стрелаца је постигло 33 гола, титулу најбољег стрелца турнира је освојио колумбијац Арнолдо Игваран са 3 постигнута гола.
| 4 гола - Игваран 3 гола - Марадона - Летелиер 2 гола - Каниђа - Басај 1 гол - Карека - Марангон - Нелсињо - Ромарио | - Астенго - Контрерас - Салгадо - Вера - Галеано - Харамиљо - Редин - Валдерама - Куви - Ла Роса - Рејна - Алзаменди - Бенгоечеа - Акоста Аутогол - Зденко Моровић |